# Recess: School's Out
Recess: School's Out (estrenada en España como La banda del patio: La película y en Hispanoamérica como Llegó el recreo) es una película de animación basada en la serie de Disney Recess. Esta película fue producida por Walt Disney Pictures y Walt Disney Television Animation, y fue estrenada oficialmente el 16 de febrero de 2001

## Sinopsis
La película trata de que antes que los niños salieron de la escuela por las vacaciones de verano. La Maestra Finster ha decomisado unos helados; mientras T.J y sus amigos tratan de recuperarlos. Usando la voz del director Prickly, los chicos los recuperan, dando un aviso de liberar los helados. Tras sonar la campana, los niños salen a las calles celebrando las vacaciones.
T.J, Gus, Mickey, Vince, Spinelli y Gretchen hablan sobre lo que piensan hacer durante sus largas vacaciones; T.J se pone un poco molesto ya que el pensó que todos se iban a quedar con él compartiendo sus vacaciones, pero no fue así, todos se iban a lugares distintos, la mayoría a campamentos; Vince, iba al campamento de deportes, Spinelli al de lucha, Gus al campamento Militar, Mikey al campamento de canto, y por último Gretchen iba al campamento espacial.
Ya cuando todos fueron a sus destinos, T.J quería encontrar la manera de entretenerse sólo pero no fue así, su madre le pidió que fuera a jugar con Randall "El Soplón" de la escuela que también estaba libre pero este se negó. Así que echó un vistazo hacia su escuela, y descubrió que unas personas la estaban usando para hacer un experimento maléfico, el no aguantó la curiosidad y fue a ver. Le contó a sus padres y no le creyeron y también fue a la comisaría de policía a contarle a los agentes, pero los policías tampoco le creyeron, así que le toco hacer el trabajo por sí solo. Buscó a sus amigos donde estuvieran para contarles; ellos se pusieron molestos por haberlos sacados de sus campamentos pero al final resultó cierto; ellos tuvieron que pasar muchos obstáculos para lograr capturar al responsable, así que prometieron que después del campamento iban a ir a la casa del árbol de T.J.
El objetivo del experimento era desplazar la luna y quitar las vacaciones de verano para que los niños no tuvieran recreo y estudiaran todo el tiempo. Hasta que llegaron todos los profesores y estudiantes de la escuela y derrotaron a los malvados con métodos de bombas de aguas, y luego todos los aplausos se los llevó T.J y sus amigos. Todos les dejaron a los chicos que se divirtieran porque todavía quedaban diez semanas de vacaciones y que no iban a volver a sus campamentos porque no querían perderse la diversión en absoluto.

## Doblaje latinoamericano
- René Rodríguez Carreño: T.J.
- Alejandro Millán Cervantes: Vince
- Lucero Garza López: Spinelli
- Damián Longoria: Mikey (diálogo)
- Isidro Villareal Pérez: Mikey (canción)
- Carolina Rodríguez Saldaña: Gretchen
- Myriam Martínez Rodríguez: Gus
- Rubén González Garza: Director Prickly
- María Mayahuel Campos Ruiz: Becky, Spinnelli (1 diálogo) y Ashley B
- Eladio González Garza: Fenwick
- Patricia Cervantes: Maestra Finster
- Rubén Trujillo: Benedict
- Angélica Rodríguez Ovalle: Randall, Ashley A, Sra Detweiler y Señora de la ópera
- Raúl Aldana: Capitán Brad
- Nancy López: Ashley Q

Canciones

- Mi tamborín
- Interpretada por: Isidro Villareal Pérez
- Escrita por: Shelley Pinz y Paul Leka
- Letrista: Walteiro Pesqueira
- Arreglos por: Denis M. Halligan
- Dirección Musical: Juan Carlos García Amaro

- Bailando en la ciudad
- Interpretada por: Myra
- Escrita por: Marvin Gaye, Ivy Jo Hunter y William Stevenson
- Arreglos por: Keith Kohen y Denis M. Halligan
- Letrista: Walteiro Pesqueira
- Dirección Musical: Juan Carlos García Amaro
- Myra aparece por cortesía de Walt Disney Records.